# Kerryn Phelps

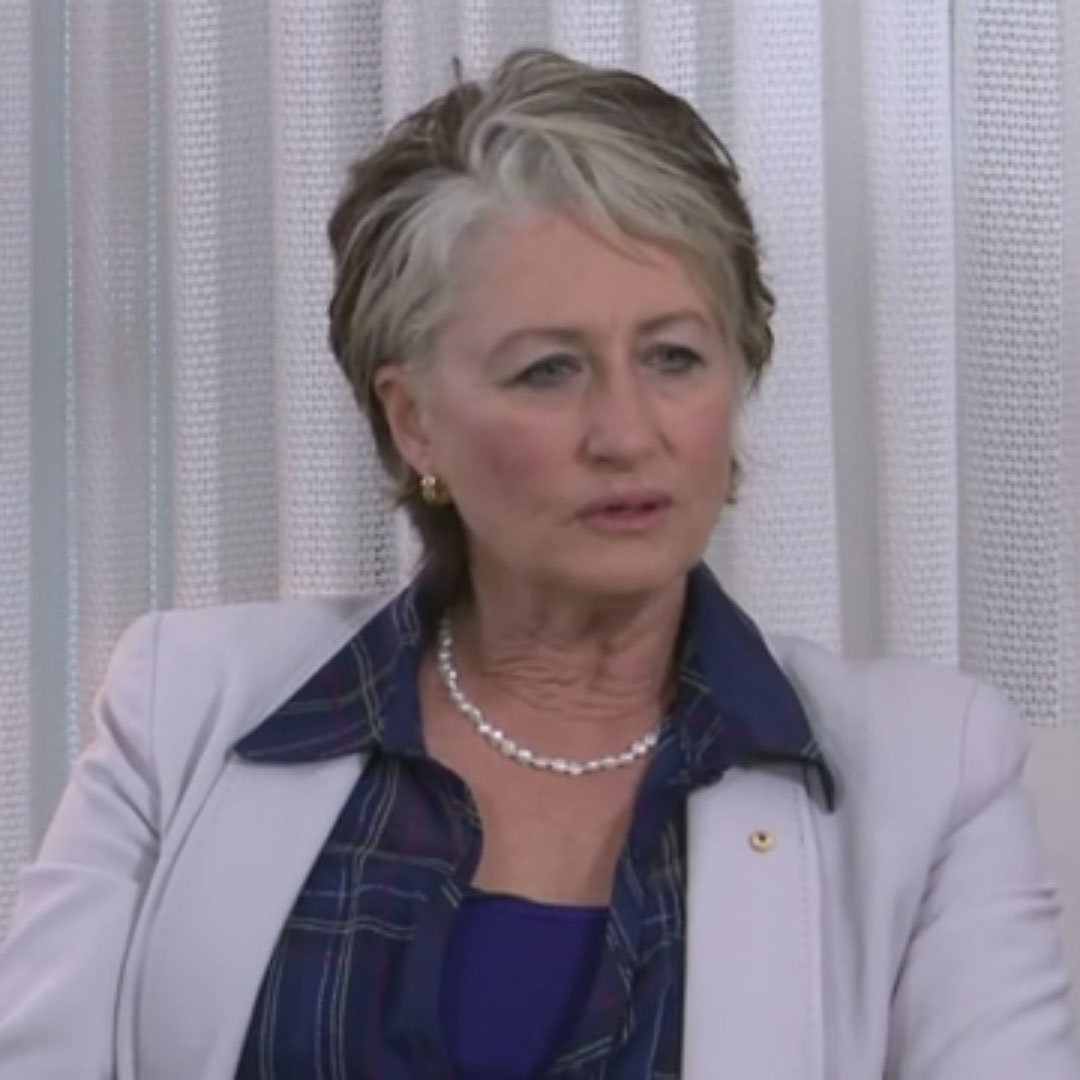
Kerryn Phelps

Kerryn Phelps (* 14. Dezember 1957 in Sydney) ist eine australische Ärztin, Autorin und parteilose Politikerin.

## Leben
Ihr Bruder ist der australische Schauspieler Peter Phelps. Phelps studierte an der University of Sydney Medizin. Als Ärztin war sie in Sydney tätig. Sie war Präsidentin der Australian Medical Association. Vom 23. September 2016 bis 18. September 2017 war sie als Nachfolgerin von Irene Doutney Stellvertretende Bürgermeisterin von Sydney. Im Oktober 2018 gelang ihr bei einer Nachwahl in Sydney der Einzug als Abgeordnete in das Australische Parlament. Die amtierende Regierung von Scott Morrison verlor mit dieser Wahl die Regierungsmehrheit im Australischen Parlament. Seit 2017 ist sie mit Jackie Stricker verheiratet. Sie hat drei Kinder aus erster Ehe mit Michael Fronzek, von dem sie sich 1993 scheiden ließ.

## Werke (Auswahl)
- 1993: Sex : confronting sexuality, Harper Collins Publishers. S. 192. ISBN 978-0-7322-4974-8
- 2011: General practice : the integrative approach. Chatswood: Elsevier Australia, S. 993. ISBN 978-0-7295-3804-6 (gemeinschaftlich mi Craig tHassed)
- 2013: Ultimate wellness : the 3-step plan, Sydney: Pan Macmillan. S. 322. ISBN 978-1-74261-192-1
- 2015: The cancer recovery guide : getting your life back, South Melbourne: Macmillan Australia. ISBN 978-1-74353-862-3

## Auszeichnungen und Preise (Auswahl)
- 2003: Centenary Medal
- 2011: Order of Australia